# Dziewięć Łuków
| T10 · T10 · T10 | T10 · T10 · T10 | T10 · T10 · T10 |

| T10 · T10 · T10 | T10 · T10 · T10 | T10 · T10 · T10 |

| T10 · Z2ss · Z2ss · Z2ss |

| T10 · Z2ss · Z2ss · Z2ss |

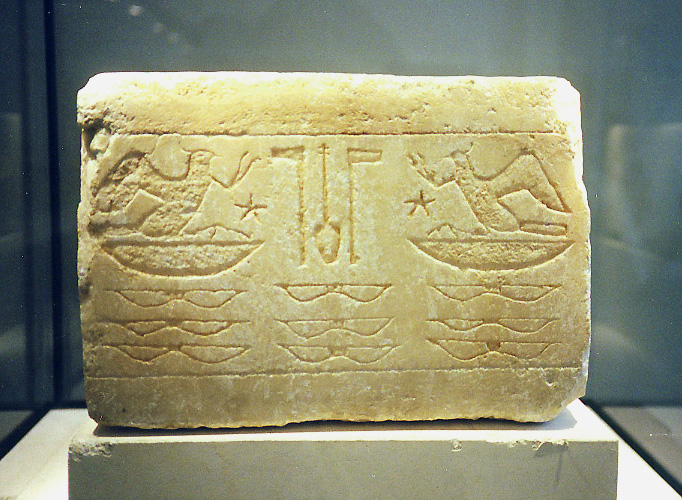
Alabastrowy postument posągu faraona Nektanebo II

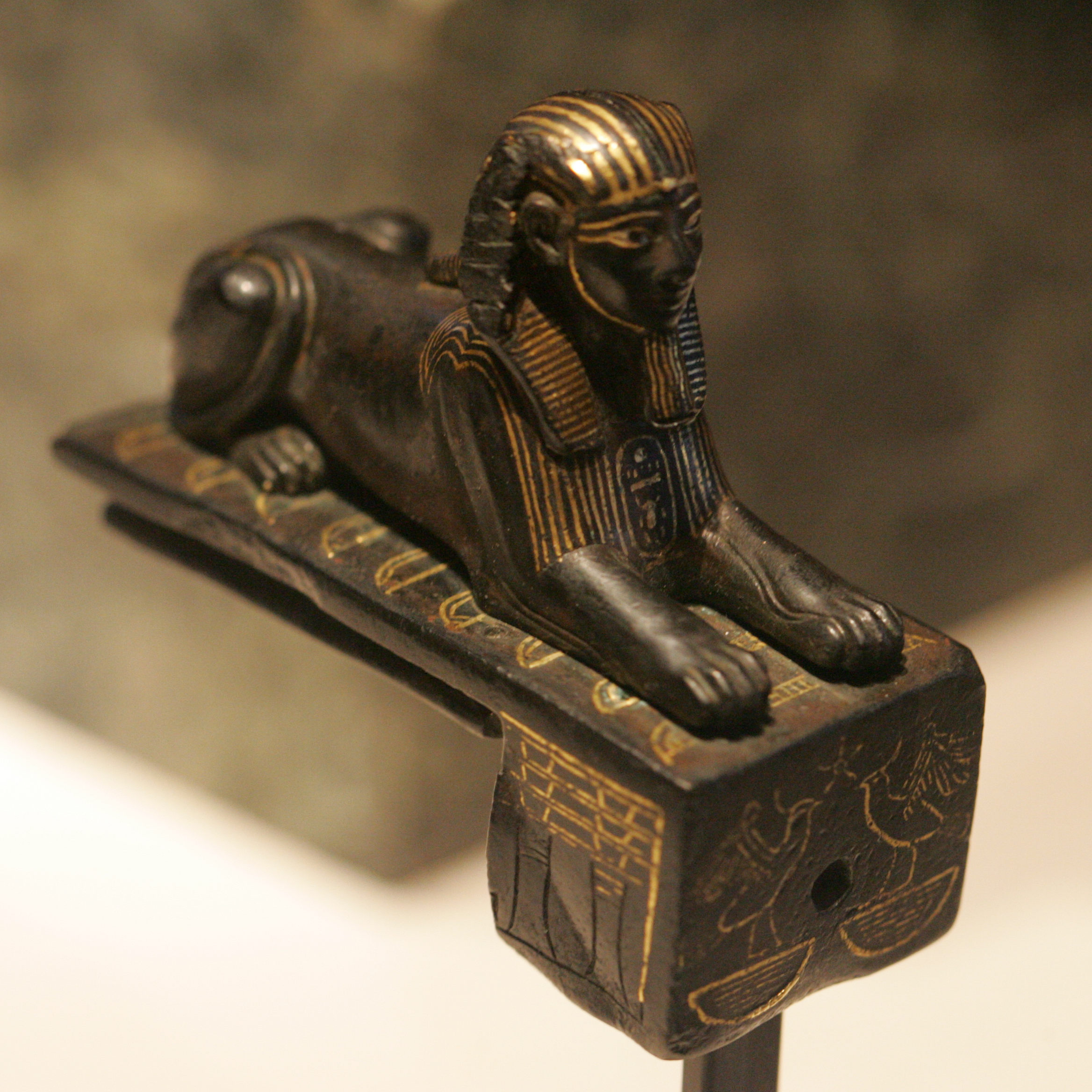
Sfinks Totmesa III leżący na Dziewięciu Łukach. Luwr

Dziewięć Łuków – hieroglificzne określenie wrogów starożytnego Egiptu.

## Etymologia
Nazwa może wynikać z faktu używania łuków przez sąsiadów państwa faraonów lub też pochodzić od rytuału niszczenia (łamania) uzbrojenia pokonanych wrogów.
Określenie to nie odnosiło się do stałej grupy ludów, ale w zależności od okresu historycznego do różnych plemion i nacji rywalizujących w tym czasie z Egiptem. Zazwyczaj zaliczano do nich jednak „Nubijczyków” i „Azjatów”.

## Przedstawienie
Dziewięć Łuków przedstawiano zazwyczaj jako dziewięć sztuk broni lub dziewięciu różniących się etnicznie jeńców, zazwyczaj przygniecionych stopami faraona. Tradycyjnie zdobiono nimi królewskie przedmioty tj.: sandały, stopnie, podstawy posągów w taki sposób, aby władca mógł je deptać.
Najstarsze przedstawienie pojawiło się w okresie Starego Państwa na podstawie posągu faraona Dżosera. Zwieńczone szakalem pojawiło się na pieczęci nekropolii Doliny Królów, zapewne z intencją symbolicznego odstraszenia grabieżców i wszelkiego zła, mogącego zakłócić spokój zmarłych. Według niektórych, Dziewięć Łuków mogło mieć znaczenie magiczne, egzekracyjne (służące zaklinaniu) które praktykowano urzędowo.
Oprócz tego, znak Dziewięciu Łuków pojawiał się na najważniejszych egipskich inskrypcjach, przedstawiających najcięższe wojenne zmagania. Na niektórych w sposób symboliczny przedstawiały faraonów jako obrońców Egiptu.

### Pozostałe znaczenia
O wieloznaczności tego terminu i kłopotach jakie sprawia jego interpretacja, może świadczyć fakt, że początkowo, bezpośrednio po zjednoczeniu (w okresie predynastycznym) w połączeniu z ze znakiem rekhyt (ptak) Dziewięć Łuków odnosiło się również do podbitych prowincji Dolnego Egiptu. Z czasem przybrało znaczenie opisujące dominia, tzn. że określano nim ziemie nad którymi panował faraon. W tym przypadku zaliczano do Dziewięciu Łuków także Dolny i Górny Egipt.